# Java Web Start
Java Web Start (JWS) je technologie, která slouží k jednoduché distribuci Java aplikací z internetu. Nabízí jednoduchou distribuci a následné spouštění aplikací jedním kliknutím přímo z webových stránek. Dále zaručuje, že uživatel bude mít vždy spuštěnou poslední verzi aplikace. (bez dalších problémů s instalací, či s aktualizacemi programu)

## Historie
Sun představil verzi 1.0 v březnu 2003. JWS je součástí JAVA SE již od verze 1.4 a nyní je automaticky instalována s Java Runtime Environment (JRE). S podobným nápadem přichází i Microsoft .NET ClickOnce framework. Od verze java 9 je označena jako deprecated a od verze 11 odstraněna z JRE.

## Implementace
Aplikace, která má být spuštěna přes Java Web Start, musí být uložena do podepsaného jar archivu. O stáhnutí, instalaci, případnou aktualizaci a samotné spuštění se stará soubor jnlp ve formátu XML.

## Java Network Launching Protocol (JNLP)
Soubor .jnlp obsahuje základní informace o dané aplikaci, cestu k jar souboru a například povolení spouštění offline.

## Příklad jnlp souboru
```
<?xml version="1.0" encoding="utf-8"?>

<jnlp
 
spec=
"1.0+"
 
codebase=
"file:///d:/java/test"
 
href=
"hello-world.jnlp"
>

  
<information>

    
<title>
hello
</title>

    
<vendor>
world
</vendor>

    
<homepage
 
href=
"http://www.sun.cz"
/>

    
<description>
První
 
program
 
JWS
</description>

    
<icon
 
href=
"hello-worl.gif"
/>

    
<offline-allowed/>

  
</information>

  
<security>

    
<j2ee
–application–client–permissions
/>

  
</security>

  
<resources>

    
<j2se
 
version=
"1.4"
/>

    
<jar
 
href=
"hello-world.jar"
/>

  
</resources>

  
<application
–desc
 
main–
class=
"hlavniTrida"
/>

<jnlp/>

```

## Zařazení do HTML kódu
```
<a
 
href=
"hello-world.jnlp"
>
Spustit
 
Java
 
Web
 
Start
 
aplikaci
 
Hello
 
world
</a>

```

## Výhody a nevýhody oproti Java apletu
Hlavní výhodou JWS je, že spuštěná aplikace není omezena „sandboxem“, což na druhou stranu může být bezpečnostním rizikem. Vývojáři dále nemusí tolik brát ohledy na různé verze Javy v mnoha různých prohlížečích.